# 源平彩南
源平 彩南（げんぺい あやな、1996年6月1日 - ）は、日本の女子レスリング選手。東京都出身。階級は63kg級。身長158cm。

## 来歴
フィギュアフォークラブでレスリングを始めた。安部学院高校へ進むと、2年の時にはJOC杯カデットの部65kg級で優勝した。3年の時にはアジアジュニア選手権67kg級で優勝した。2015年には至学館大学へ進むと、1年の時にはJOC杯ジュニアの部63kg級で優勝すると、アジアジュニア選手権で2連覇を果たした。全日本選手権では決勝で東新住建の伊藤彩香に敗れた。2年の時にはJOC杯ジュニアの部で2連覇、アジアジュニア選手権で3連覇を達成するも、全日本選抜選手権では決勝でジェイテクトの栄希和に敗れた。世界ジュニアでは優勝するが、ゴールデングランプリでは3位だった。全日本選手権では決勝で伊藤彩香に敗れた。3年の時にはアジア選手権で2位、全日本選抜選手権では3位だった。なお、63kg級の世界選手権代表になった伊藤彩香がケガで出場できなくなったことから、代替選手の決定戦に大学の1年後輩である川井友香子と自衛隊体育学校の伊藤友莉香とともに参加することになったが、川井に敗れて代表にはなれなかった。初開催となった23歳以下の世界一を決めるU-23世界選手権では決勝でパンナムチャンピオンであるカナダのブラクストン・レイ・ストンパパドウポロスに5－8でリードされるも、終了間際に大技のボディロックを決めたことにより10－8で劇的な逆転勝利を収めて、63kg級の初代世界チャンピオンとなった。2018年3月に高崎で開催されたワールドカップでは決勝の中国戦で終了間際に逆転勝ちするなどして日本チームの優勝に貢献した。4年の時にはアジア大会68kg代表を左肩のケガにより辞退した土性沙羅の代わりを決める三つ巴の代表選考試合に出場して、そこで松雪成葉と森川美和を破り代表に選ばれた。さらには、全日本選抜選手権で2位だったが、その後のプレーオフで勝利して世界選手権65㎏級代表の座を勝ち取った。アジア大会には68㎏級で出場するも、準決勝で中国の周風に敗れるなどして5位に終わった。世界選手権では準決勝で終了間際に逆転負けを喫して3位だった。11月のU-23世界選手権では2連覇を飾った。2019年からはアイシンの所属となった。2021年の全日本選手権では2位だった。

## 主な戦績
- 2010年 -　全日本女子オープン選手権（中学生の部）　2位（64kg級）
- 2011年 -　ジュニアクイーンズカップ 中学生の部　2位（62kg級）
- 2011年 -　全国中学選抜選手権　3位（70kg級）
- 2012年 -　全国高校女子選手権　3位（65kg級）
- 2013年 -　JOC杯カデットの部　優勝（65kg級）
- 2013年 -　全日本女子オープン選手権（高校生の部）　2位（65kg級）

63kg級での戦績
- 2014年 -　ジュニアクイーンズカップ ジュニアの部　3位
- 2014年 -　JOC杯ジュニアの部　2位
- 2014年 -　アジアジュニア選手権　優勝（67kg級）
- 2014年 -　インターハイ　2位（65kg級）
- 2014年 -　全日本女子オープン選手権（高校生の部）　優勝（65kg級）
- 2015年 -　ジュニアクイーンズカップ ジュニアの部　2位
- 2015年 -　JOC杯ジュニアの部　優勝
- 2015年 -　アジアジュニア選手権　優勝
- 2015年 -　全日本学生選手権　3位
- 2015年 -　全日本選手権　2位
- 2016年 -　リオデジャネイロオリンピック　テスト大会 7位
- 2016年 -　ジュニアクイーンズカップ ジュニアの部　2位
- 2016年 -　JOC杯ジュニアの部　優勝
- 2016年 -　全日本選抜選手権　2位
- 2016年 -　アジアジュニア選手権　優勝
- 2016年 -　世界ジュニア　優勝
- 2016年 -　ゴールデングランプリ　3位
- 2016年 -　全日本選手権　2位
- 2017年 -　デーブ・シュルツ記念国際大会　3位
- 2017年 -　アジア選手権　2位
- 2017年 -　全日本選抜選手権　3位
- 2017年 -　全日本学生選手権　優勝（69kg級）
- 2017年 -　U-23世界選手権　優勝

65kg級での戦績
- 2017年 -　全日本選手権　優勝
- 2018年 - ワールドカップ 優勝
- 2018年 -　全日本選抜選手権　2位
- 2018年 -　アジア大会　5位（68kg級）
- 2018年 -　世界選手権　3位
- 2018年 -　U-23世界選手権　優勝
- 2021年 - 全日本選抜選手権　3位
- 2021年 -　全日本選手権　2位
- 2022年 - 全日本選抜選手権　3位

（出典）

## テレビ出演
炎の体育会TV 天才キッズ×五輪メダリスト夢のコラボSP  TBS　2017年4月29日。